# 236987 Deustua
236987 Deustua é um asteroide do cinturão principal que orbitam entre Marte e Júpiter. Ele possui uma magnitude absoluta de 17,3.

## Descoberta
236987 Deustua foi descoberto no dia 26 de agosto de 2008 através do Observatório Astronômico de La Sagra.

## Características orbitais
A órbita de 236987 Deustua tem uma excentricidade de 0,2070707 e possui um semieixo maior de 2,9074858 UA. O seu periélio leva o mesmo a uma distância de 1,9099384 UA em relação ao Sol e seu afélio a 2,4087121 UA.